# Krzesła (sztuka teatralna)
Krzesła (fr. Les Chaises) to sztuka teatralna z 1952 roku, francuskiego dramaturga rumuńskiego pochodzenia Eugène’a Ionesco.
Premiera miała miejsce 22 kwietnia 1952 roku w Théâtre Nouveau Lancry.

## Polskie wykonania
- 18 maja 1957 – Teatr Śląski im. S. Wyspiańskiego w Katowicach, reż. J. Wyszomirski
- 29 czerwca 1957 – Teatr Kameralny w Krakowie, reż. Jerzy Grotowski i A. Mianowska.
- 25 sierpnia 1957 – Teatr Dramatyczny w Warszawie, reż. Ludwik René